# Liste des plus longs navires en bois

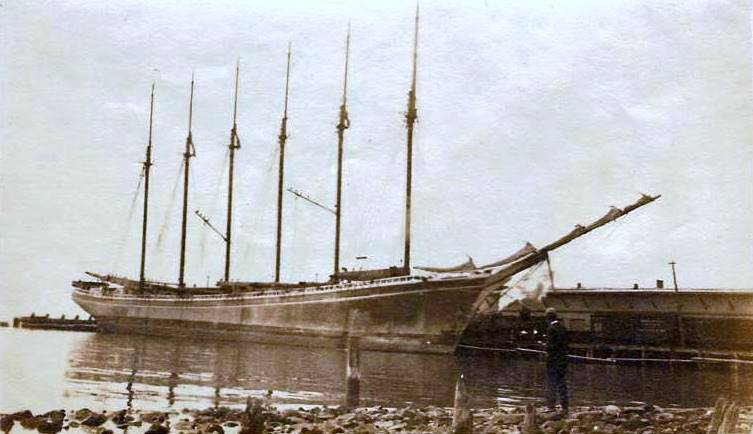
La goélette à six mâts Wyoming, le plus long navire en bois confirmé de l'histoire.

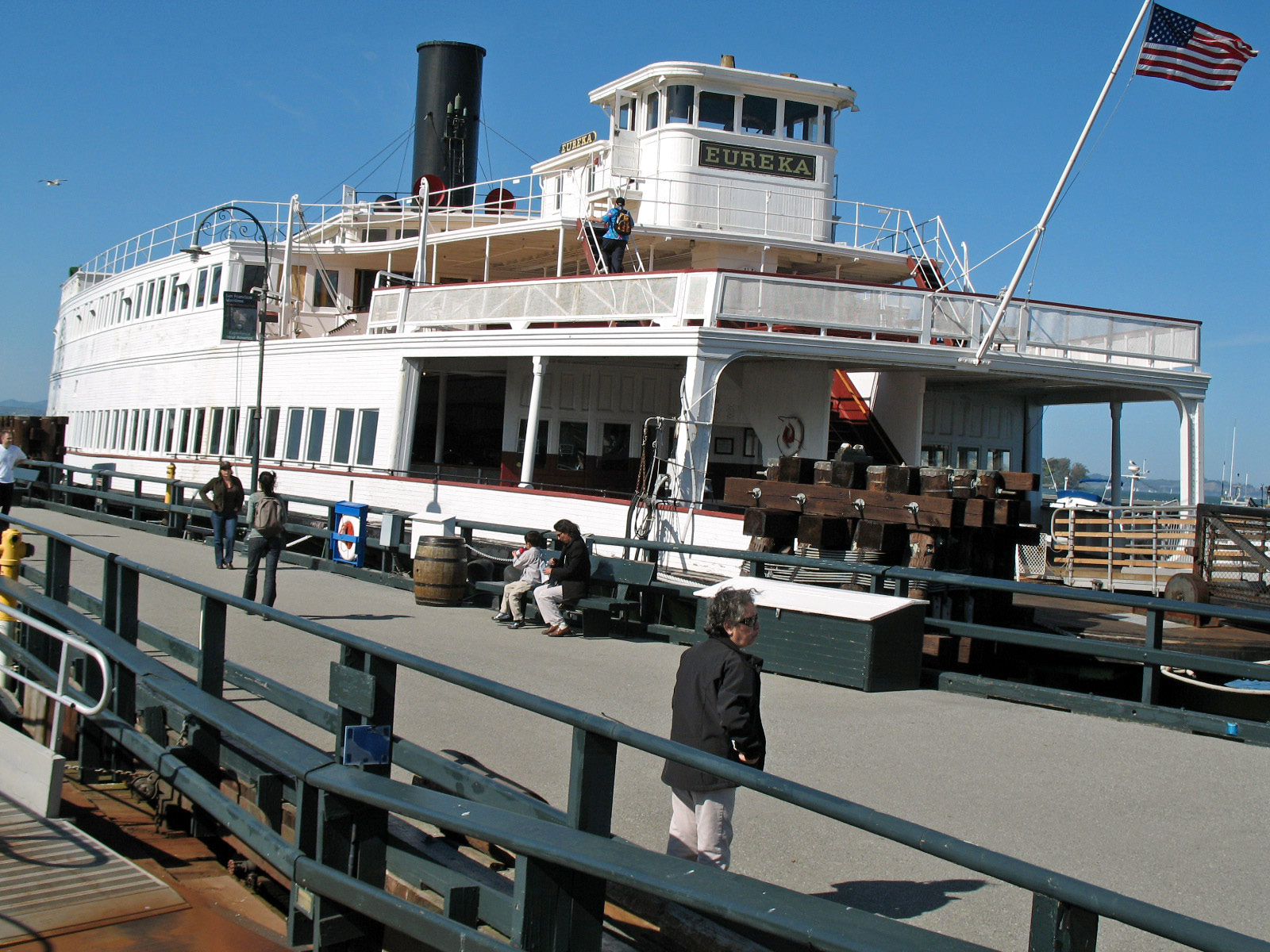
Le ferry-boat à aubes à roues latérales Eureka, maintenant un navire musée, est le plus long navire en bois encore à flot.

Voici une liste des plus longs navires en bois du monde. Les navires sont triés par longueur de navire, beaupré compris, s'il est connu.
Trouver le bateau en bois le plus long du monde n'est pas simple car il y a plusieurs prétendants, selon les définitions utilisées. Par exemple, certains de ces navires ont bénéficié de composants en fer ou même en acier substantiels, car la flexion des éléments en bois peut entraîner des faiblesses importantes à mesure que les éléments en bois deviennent plus longs. Certains de ces navires n'étaient pas très en état de navigabilité, et quelques-uns ont coulé soit immédiatement après le lancement, soit peu après. Certains des grands navires les plus récents n'ont jamais eu l'intention de quitter leur poste d'amarrage et fonctionnent comme des musées flottants. Enfin, toutes les revendications concernant le titre du plus long navire en bois du monde ne sont pas crédibles ou vérifiables.
Un autre problème est que les navires en bois ont plus d'une « longueur ». La mesure de longueur la plus utilisée pour enregistrer un navire est la « longueur du pont supérieur » (length of the topmost deck) - la « longueur sur le pont » (length on deck, LOD) - mesurée du bord avant de l'étrave au bord arrière de l'étambot au niveau du pont ou la « longueur entre perpendiculaires » (length between perpendiculars, LPP, LBP) - « «mesurée depuis le bord avant de l'étrave du poteau de bord de fuite au poteau de poupe mesurée du bord avant de l'étrave au bord arrière de l'étambot dans la ligne de flottaison de construction (CWL) ». Dans cette méthode de mesure du beaupré, y compris le bout-dehors et la partie extérieure de la bôme de la brigantine, le cas échéant, n'ont aucun effet sur la longueur du navire. La longueur la plus longue pour comparer les navires, la longueur totale « hors tout » (LOA) basée sur la longueur avec espars, doit être indiquée si elle est connue.
Le plus long navire en bois jamais construit, la goélette à six mâts de la Nouvelle-Angleterre Wyoming, avait une « longueur totale » de 137 m (mesuré de l'extrémité de la flèche de flèche (30 mètres) à l'extrémité du gui de la brigantine (spanker boom) (27 mètres) et une « longueur sur le pont » (LOD) de 107 m. Les 30 m de différence sont dus à son bout-dehors (jib boom) extrêmement long de 30 m sa longueur hors-bord (out-board length) étant de 27 m.

## Les plus anciens navires en bois connus

### Plus de100 mètres
| Longueur   | Maître-bau | Nom                                                      | Service                             | Sort                               |
| ---------- | ---------- | -------------------------------------------------------- | ----------------------------------- | ---------------------------------- |
| 140 m      | 15,3 m     | Wyoming                                                  | 1909–1924                           | coulé                              |
| 130 m      | 35 m       | Solano (en)                                              | 1878–1931                           | sabordé                            |
| 120 m      | 18,08 m    | Bretagne (1855)                                          | 1855–1879                           | démoli 1880                        |
| 115,0 m    | 22,2 m     | Dunderberg (plus tard Rochambeau (1865))                 | 1865–1874                           | démoli 1874                        |
| 108 m      | 15,4 m     | Columbus                                                 | 1824–1825                           | coulé                              |
| env. 104 m | 20,3 m     | Navire géant de Caligula                                 | v. 37 apr. J.-C.                    | réutilisé comme fondation de phare |
| 103 m      | 13,4 m     | ' (Pretoria)                                             | 1900–1905                           | coulé                              |
| 102,1 m    | 16,2 m     | Great Republic (plus tard Denmark)                       | 1853–1872                           | coulé                              |
| 102,1 m    | 18,3 m     | HMS Orlando HMS Mersey                                   | 1858–1871, 1858–1875 respectivement | démoli                             |
| 102,1 m    | 17,7 m     | Trident (cuirassé)                                       | 1878–1909                           | mis au rebut                       |
| 102 m      | 15 m       | ' (William D. Lawrence) (plus tard Kommandør Svend Foyn) | 1874–1891                           | coulé                              |
| 101,7 m    | 17,4 m     | Richelieu (cuirassé de 1873)                             | 1873–1911                           | mis au rebut                       |
| 101,1 m    | 17,4 m     | Colbert (cuirassé)                                       | 1877–1909                           | mis au rebut                       |

### 100-90 mètres
| Longueur | Maître-bau | Nom                     | Service                           | Sort                                                                  |
| -------- | ---------- | ----------------------- | --------------------------------- | --------------------------------------------------------------------- |
| 100 m    | 6 m        | Belyana, type de bateau | XIXe siècle                       | démantelé                                                             |
| 98,8 m   | 14,0 m     | ' (Santiago)            | 1899–1918                         | coulé                                                                 |
| 97,84 m  | 15,0 m     | ' (Roanoke)             | 1892–1905                         | brûlé, puis coulé                                                     |
| 97,2 m   | 12,8 m     | ' (Appomattox)          | 1896–1905                         | échoué et coulé                                                       |
| 94,8 m   | inconnu    | ' (Derzhava)            | 1871–1905                         | retiré du service                                                     |
| 92,7 m   | 18,6 m     | Baron of Renfrew        | 1825                              | échoué et coulé                                                       |
| 91,7 m   | 13,0 m     | ' (Frank O'Connor)      | 1892–1919                         | brûlé                                                                 |
| 91,3 m   | 15,0 m     | Shenandoah              | 1890–1915                         | percuté accidentellement et coulé                                     |
| 91,1 m   | 23,7 m     | ' (Eureka)              | 1890–1957                         | navire musée                                                          |
| 95 m     | 12 m       | Iosco                   | 1891–1905                         | coulé                                                                 |
| 95 m     | 12 m       | '                       | 1893–1898                         | échoué                                                                |
| 91,4 m   | 17,1 m     | HMS Bellerophon         | 1865–1923                         | vendu pour la ferraille                                               |
| 91 m     | 13 m       | Haian Yuyuen            | 1872–? 1873–1885 (respectivement) | Ponton (bâtiment de servitude) et mis au rebut coulé (respectivement) |

### 89-80 mètres
| Longueur | Maître-bau | Nom                                   | Service                              | Sort                                                       |
| -------- | ---------- | ------------------------------------- | ------------------------------------ | ---------------------------------------------------------- |
| 89,5 m   | 17,3 m     | Sagunto (also Amadeo I)               | 1869-1896                            | Ponton (bâtiment de servitude) et démoli                   |
| 87 m     | 13 m       | '                                     | 1845–1940                            | navire musée                                               |
| 87 m     | 12 m       | Australasia                           | 1884–1896                            | brûlé                                                      |
| 86,8 m   | 15,0 m     | Rappahannock                          | 1889–1891                            | brûlé                                                      |
| 85,4 m   | 16,6 m     | Zaragoza                              | 1867–1899                            | sabordé                                                    |
| 85,34 m  | 10,97 m    | Cutty Sark                            | 1869–1954                            | navire musée                                               |
| 85,3 m   | 18 m       | HMS Lord Clyde HMS Lord Warden        | 1864–1875 1865–1889 (respectivement) | échoué and vendu pour la ferraille démoli (respectivement) |
| 85,3 m   | 15,9 m     | Arapiles                              | 1868–1883                            | démoli                                                     |
| 85,3 m   | 15,2 m     | HMS Galatea (1859)                    | 1859–1883                            | démoli                                                     |
| 85,1 m   | 17 m       | Tetuán                                | 1863-1874                            | brûlé et coulé                                             |
| 83,7 m   | 18,5 m     | '                                     | 2001–                                | musée et restaurant                                        |
| 83,4 m   | 13,7 m     | Susquehanna                           | 1891–1905                            | coulé                                                      |
| 81,2 m   | 10,9 m     | Russian yacht (Livadia)               | 1873–1878                            | échoué et coulé                                            |
| 81,0 m   | 18,08 m    | Bretagne (1855)                       | 1855–1880                            | démoli                                                     |
| 80,9 m   | 13,4 m     | Morning Light (plus tard Jacob Fritz) | 1856–1889                            | échoué                                                     |

### 79-70 mètres
| Longueur                 | Maître-bau | Nom                                                       | Service                              | Sort                                                                      |
| ------------------------ | ---------- | --------------------------------------------------------- | ------------------------------------ | ------------------------------------------------------------------------- |
| 79,2 m                   | 18,3 m     | HMS Victoria (1859) HMS Howe                              | 1859–1893 1860–1921 (respectivement) | les deux mis au rebut                                                     |
| 78,3 m                   | 14,5 m     | '                                                         | 1567–1588                            | démonté                                                                   |
| 78,22 m                  | 17 m       | Gloire (cuirassé)                                         | 1859–1883                            | mis au rebut                                                              |
| 78 m                     | 14 m       | ' (Canada)                                                | 1891–1926                            | démoli                                                                    |
| 77,9 m                   | 18,3 m     | HMS Algiers                                               | 1854-1870                            | démoli                                                                    |
| 77,8 m                   | 17 m       | Napoléon (navire de ligne)                                | 1850–1876                            | démoli                                                                    |
| 76,8 m                   | 18,3 m     | HMS Prince of Wales (plus tard HMS Britannia)             | 1860-1917                            | Ponton (bâtiment de servitude) et démoli                                  |
| 76,8 m                   | 13,9 m     | ' (Sovereign of the Seas)                                 | 1852–1859                            | échoué                                                                    |
| 76,15 m                  | 21,22 m    | ' (Mahmudiye) Mahmudiye (1829)                            | 1829–1874                            | démonté                                                                   |
| 75 m                     | 12 m       | British Queen (plus tard British Queen)                   | 1839–1844                            | mis au rebut                                                              |
| 74,68 m                  | inconnu    | HMS Atlas (plus tard Atlas)                               | 1860-1904                            | démoli                                                                    |
| 74,4 m                   | 10,15 m    | City of Adelaide (1864)                                   | 1864–1948                            | navire musée                                                              |
| 74 m                     | 14,7 m     | French frigate (Audacieuse)                               | 1856–1879                            | retiré du service                                                         |
| 74 m                     | 13,6 m     | '                                                         | 1884–?                               | inconnu                                                                   |
| 74 m                     | 12 m       | President (paquebot)                                      | 1840–1841                            | disparu en mer                                                            |
| 74 m                     | 11 m       | George Spencer                                            | 1884–1905                            | échoué                                                                    |
| 73,6 m                   | 8,8 m      | Keangsoo (plus tard Kasuga)                               | 1862–1902                            | mis au rebut                                                              |
| 73,3 m                   | 19 m       | HMS Royal Sovereign                                       | 1857-1885                            | démoli                                                                    |
| 73,2 m                   | 16,9 m     | HMS Conqueror HMS Donegal (plus tard HMS Vernon)          | 1855–1861 1858–1925 (respectivement) | échoué Ponton (bâtiment de servitude), puis mis au rebut (respectivement) |
| 73,2 m                   | 11 m       | ' (Michael) (plus tard Grande Nef d'Ecosse)               | 1512-?                               | inconnu                                                                   |
| 73 m                     | 24 m       | 2e navire de Nemi                                         | Ier siècle apr. J.-C.                | coulé, puis brûlé                                                         |
| 73 m                     | 16,87 m    | HMS St Jean d'Acre                                        | 1853-1875                            | démoli                                                                    |
| 72 m                     | 15 m       | Lealtad class                                             | 1860–1897                            | varié                                                                     |
| 71,9 m                   | 10,7 m     | Great Western                                             | 1837–1856                            | démonté                                                                   |
| 71,7 m                   | 16,8 m     | Ville de Nantes                                           | 1862–1894                            | tous démolis                                                              |
| 71,5 m[réf. à confirmer] | 14,8 m     | HMS Sovereign of the Seas (plus tard HMS Royal Sovereign) | 1637–1696                            | brûlé                                                                     |
| 71,46 m                  | 16,86 m    | Algésiras                                                 | 1855–1921                            | varié                                                                     |
| 71 m                     | 13,5 m     | Jylland (frégate)                                         | 1860–1908                            | navire musée                                                              |
| 70,18 m                  | 16,87 m    | HMS Agamemnon (1852) HMS Victor Emmanuel                  | 1852-1870 1855-1899?                 | démoli inconnu                                                            |
| 70 m                     | 20 m       | 1er navire de Nemi                                        | Ier siècle apr. J.-C.                | coulé, puis brûlé                                                         |

### 69-60 mètres
| Longueur      | Maître-bau | Nom                                                    | Service                                 | Sort                                                              |
| ------------- | ---------- | ------------------------------------------------------ | --------------------------------------- | ----------------------------------------------------------------- |
| 69 m          | 15,7 m     | HMS Victory (1765)                                     | 1765–                                   | toujours en service, mais pas pour le service actif; navire musée |
| 69 m (estimé) | 11,7 m     | Vasa                                                   | 1628                                    | coulé, plus tard navire musée                                     |
| 67,97 m       | 11,95 m    | Joseph H. Scammell                                     | 1884–1891                               | échoué                                                            |
| 67,24 m       | 18,9 m     | Doce Apóstoles class                                   | 1753–1806                               | varié                                                             |
| 67 m          | 18,54 m    | Royal Albert                                           | 1854–1884                               | démoli                                                            |
| 67 m          | 11 m       | ' (C.A. Thayer)                                        | 1895–                                   | navire musée                                                      |
| 67–63 m       | 11–10 m    | Classe Britannia                                       | 1840–1880                               | varié                                                             |
| 66,42 m       | 17,67 m    | Reina Doña Isabel II Rey Don Francisco de Asís         | 1852-1889 1853-1866 (respectivement)    | coulé, puis démoli retiré du service (respectivement)             |
| 66 m          | 18,3 m     | HMS Queen (1839)                                       | 1839–1871                               | démoli                                                            |
| 66 m          | 15 m       | Grace Dieu                                             | 1420–1439                               | brûlé                                                             |
| 66 m          | Inconnu    | HMS Princess Royal                                     | 1853-1872                               | démoli                                                            |
| 65,9 m        | 13 m       | Hamburg                                                | 1886–1925                               | beached, plus tard brûlé                                          |
| 65,18 m       | 16,24 m    | classe Océan                                           | 1788–1905                               | varié                                                             |
| 65 m          | 10,6 m     | Tenacious (voilier)                                    | 2000–                                   | toujours opérationnel                                             |
| 65 m          | 11,24 m    | Hermione (2014)                                        | 2014–                                   | toujours opérationnel                                             |
| 64,9 m        | 15,1 m     | Kong Sverre                                            | 1860–1932                               | mis au rebut                                                      |
| 64,05 m       | 18,11 m    | Valmy (Borda II)                                       | 1847–1891                               | mis au rebut                                                      |
| 64 m          | 17,3 m     | USS Pennsylvania                                       | 1837–1861                               | brûlé to prevent capture                                          |
| 64 m          | 11,94 m    | Calburga (plus tard HCMS Calburga)                     | 1890–1915                               | coulé                                                             |
| 63,16 m       | 10,84 m    | Walther von Ledebur (plus tard Mühlhausen)             | 1966–2007                               | retiré du service                                                 |
| 62,6 m        | 16,6 m     | classe Caledonia                                       | 1808–1918                               | varié                                                             |
| 62,6 m        | 16,6 m     | Rodney                                                 | 1833–1956                               | varié                                                             |
| 62,6 m        | 16,59 m    | Albion                                                 | 1842–1905                               | tous démolis                                                      |
| 62,5 m        | 16,2 m     | Hercule                                                | 1836–1908                               | varié                                                             |
| 62,2 m        | 13,3 m     | USS Constitution                                       | 1797–                                   | toujours en service, mais pas pour le service actif               |
| 62 m          | 18 m       | HMS Windsor Castle (plus tard HMS Cambridge)           | 1858-1908                               | démoli                                                            |
| 62 m          | 16,3 m     | classe Nelson (vaisseau de ligne)                      | 1814–1928                               | tous démolis                                                      |
| 61,81 m       | 17,17 m    | América                                                | 1766-1823                               | démoli                                                            |
| 61,72 m       | 16,73 m    | Royal Louis (1759)                                     | 1758–1773                               | démoli                                                            |
| 61,4 m        | 16,69 m    | Navire français (Duquesne) Navire français (Tourville) | 1847–1887 1853–1878                     | inconnu mis au rebut (respectivement)                             |
| 61,3 m        | 16,2 m     | Santísima Trinidad                                     | 1769–1805                               | sabordé après capture                                             |
| 61,06 m       | 10,8 m     | ' (Lammermuir)                                         | 1864–1876                               | disparu en mer                                                    |
| 61 m          | 15,64 m    | Soleil Royal (1669)                                    | 1670–1692                               | incendié par des brûlots                                          |
| 61 m          | 13 m       | USS Constellation (1854)                               | 1854–1955                               | navire musée                                                      |
| 61 m          | 10 m       | Fu Po                                                  | 1870–?                                  | inconnu                                                           |
| 60,6 m        | 16,2 m     | Terrible (1780) Majestueux (plus tard Républicain)     | 1779–1804 1780-v. 1807 (respectivement) | démoli retiré du service (respectivement)                         |
| 60,5 m        | 16,28 m    | classe Suffren (navire de ligne)                       | 1829–1911                               | tous démolis                                                      |
| 60,42 m       | 16,24 m    | Royal Louis (1780) (plus tard Républicain)             | 1780–1794                               | échoué                                                            |
| 60,42 m       | 16,24 m    | Commerce de Paris                                      | 1804–1915                               | tous démolis                                                      |
| 60,4 m        | 14,9 m     | Navire français (Auguste) (plus tard Jacobin)          | 1779–1795                               | coulé                                                             |
| 60,22 m       | 16,10 m    | HMS Princess Charlotte HMS Royal Adelaide              | 1825–? 1828-? (respectivement)          | inconnu                                                           |
| 60 m          | 16 m       | HMS Trafalgar (plus tard HMS Camperdown)               | 1820–?                                  | inconnu                                                           |
| 60 m          | 6,2 m      | Real (1568)                                            | 1568–1572?                              | peut-être coulé après la bataille                                 |

### 59-56 mètres
| Longueur | Maître-bau | Nom                                                                   | Service                                        | Sort                                            |
| -------- | ---------- | --------------------------------------------------------------------- | ---------------------------------------------- | ----------------------------------------------- |
| 59,8 m   | 16,2 m     | Invincible (1780)                                                     | 1780–1808                                      | démoli                                          |
| 59,8 m   | 14,9 m     | classe Saint-Esprit                                                   | 1765–1799                                      | varié                                           |
| 59,78 m  | 15,47 m    | HMS Calcutta                                                          | 1831-1908                                      | démoli                                          |
| 59,7 m   | 13,2 m     | Navire français (Provence)                                            | 1763–1786                                      | démoli                                          |
| 59,5 m   | 16,2 m     | Santa Ana (navire)                                                    | 1784-1817                                      | varié                                           |
| 59,3 m   | 15,3 m     | classe Tonnant Bucentaure                                             | 1789–1887 1803–1868 (respectivement)           | varié                                           |
| 59,21 m  | 16,54 m    | San José (navire de ligne) (plus tard HMS San Josef)                  | 1783-1849                                      | démoli                                          |
| 59,2 m   | 15,6 m     | Soleil Royal (1749)                                                   | 1749–1759                                      | brûlé pour empêcher la capture                  |
| 59,08 m  | 15,96 m    | Canopus                                                               | 1821–1929                                      | varié                                           |
| 59 m     | 15,55 m    | San Pedro de Alcántara                                                | 1772-1786                                      | coulé                                           |
| 59 m     | 15 m       | HMS Waterloo (1818) (plus tard HMS Bellerophon)                       | 1818–?                                         | inconnu                                         |
| 58,93 m  | 15,3 m     | Navire français (plus tard HMS Juste)                                 | 1784–1811                                      | démoli                                          |
| 58,8 m   | 15,9 m     | HMS Sans Pareil                                                       | 1851-1867                                      | démoli                                          |
| 58,74 m  | 15 m       | HMS Rochfort                                                          | 1814-1826                                      | démoli                                          |
| 58,5 m   | 11 m       | Götheborg                                                             | 1738–1745                                      | coulé                                           |
| 58,5 m   | 11 m       | Götheborg II                                                          | 2003–                                          | navire musée                                    |
| 58,3 m   | 16,0 m     | HMS St Lawrence (plus tard St Lawrence)                               | 1814–?                                         | Ponton (bâtiment de servitude), puis coulé      |
| 58 m     | 16 m       | HMS Royal George (1788) HMS Queen Charlotte (1790) HMS Ville de Paris | 1788-1822 1790-1800 1795-1845 (respectivement) | varié                                           |
| 57,96 m  | 11 m       | Yangwu                                                                | 1872–1884                                      | coulé                                           |
| 57,9 m   | 17,3 m     | classe Vanguard (navire de ligne)                                     | 1835–1929                                      | varié                                           |
| 57,9 m   | 16 m       | HMS Queen Charlotte (1810) (plus tard HMS Excellent)                  | 1810-1892                                      | démoli                                          |
| 57,9 m   | 15,8 m     | Spanish ship                                                          | 1789-1801                                      | abandoned                                       |
| 57,5 m   | 9 m        | Sigyn (voilier) (plus tard Sigyn)                                     | 1887–1938                                      | navire musée                                    |
| 57,2 m   | 14 m       | Navire français (Six Corps)                                           | 1762–1780                                      | démoli                                          |
| 57,1 m   | 15,47 m    | HMS Boscawen (plus tard HMS Wellesley)                                | 1844-1914                                      | brûlé                                           |
| 57 m     | 15,67 m    | HMS Boyne (plus tard HMS Excellent) HMS Union                         | 1810–1861 1811–1833 (respectivement)           | both démoli                                     |
| 57 m     | 15 m       | Formidable (1751) (plus tard HMS Ham)                                 | 1751–1768                                      | démoli                                          |
| 57 m     | 7,7 m      | La Réale (1694)                                                       | 1694–1720                                      | retiré du service                               |
| 56,85 m  | 15,59 m    | L'Océan (1756)                                                        | 1756–1759                                      | burnt                                           |
| 56,6 m   | 10,5 m     | Batavia (bateau)                                                      | 1628–1629                                      | échoué                                          |
| 56,6 m   | 10,5 m     | Batavia réplique                                                      | 1995–                                          | navire musée                                    |
| 56,52 m  | 15,59 m    | Royal Louis (1692)                                                    | 1692–1727                                      | démoli                                          |
| 56,52 m  | 14,46 m    | Duc de Bourgogne (1751) (plus tard Peuple, puis Caton)                | 1752–1800                                      | démoli                                          |
| 56,5 m   | 15,3 m     | Foudroyant (1724)                                                     | 1724–1743                                      | démoli                                          |
| 56,3 m   | 14,2 m     | Séduisant (1783) Navire français (Mercure)                            | 1783–1796 1783–1798 (respectivement)           | échoué brûlé après la bataille (respectivement) |
| 56,11 m  | 11,05 m    | Marco Polo (navire)                                                   | 1851–1883                                      | échoué                                          |
| 56 m     | 16 m       | classe Neptune (vaisseau de ligne)                                    | 1797–1857                                      | tous démolis                                    |
| 56 m     | 15,88 m    | HMS Royal Sovereign (1786) (plus tard HMS Captain)                    | 1786-1841                                      | Ponton (bâtiment de servitude) et démoli        |
| 56 m     | 15 m       | Bretagne (1766) (plus tard Révolutionnaire)                           | 1766–1796                                      | démoli                                          |
| 56 m     | inconnu    | ' (Santa Rosa)                                                        | 1715–1726                                      | détruit par explosion                           |

## Les plus longs navires en bois par pavillon
| Nationalité       | Marine de guerre                                              | Longueur      | Marine marchande                         | Longueur   |
| ----------------- | ------------------------------------------------------------- | ------------- | ---------------------------------------- | ---------- |
| Australie         |                                                               |               | City of Adelaide (1864)                  | 74,4 m     |
| Belgique          |                                                               |               | British Queen (1839)                     | 75 m       |
| Canada            |                                                               |               | William D. Lawrence (1874)               | 102 m      |
| Chine             | Haian (1872) Yuyuen (1873)                                    | 91 m          | ' (v. 1822)                              | 50 m       |
| Danemark          | Jylland (frégate) (1860)                                      | 71 m          | Kaskelot (1948)                          | 47 m       |
| Angleterre        | HMS Sovereign of the Seas (1637)                              | 71,5 m        |                                          |            |
| Égypte            | barque solaire de Khéops (2500 av. J.-C.)                     | 43,6 m        |                                          |            |
| Finlande          |                                                               |               | Sigyn (1887)                             | 57,5 m     |
| France            | Bretagne (1855)                                               | 120 m         | Provence (1763)                          | 59,7 m     |
| Allemagne         | Walther von Ledebur (1966)                                    | 63,16 m       | Jacob Fritz (1856)                       | 80,9 m     |
| Grèce             | Olympias (1987)                                               | 36,9 m        |                                          |            |
| Ligue hanséatique | ' (1567)                                                      | 78,3 m        | Peter von Danzig (bateau) (v. 1462)      | 51 m       |
| Hong Kong         |                                                               |               | ' (Bounty) (1978)                        | 42 m       |
| Italie            | Cambria (1844)                                                | 67 m          |                                          |            |
| Irlande           |                                                               |               | Dunbrody (2001)                          | 53,7 m     |
| Japon             | Kasuga (1862)                                                 | 73,6 m        | Date Maru (1613)                         | 55,35 m    |
| Korea             | bateau tortue (1591)                                          | 36,6 m        |                                          |            |
| Koweït            |                                                               |               | ' (2001)                                 | 83,7 m     |
| Malte             | San Giovanni (1796)                                           | 49,8 m        |                                          |            |
| Hollande          | Navire français (Chatham) (1800) Koninklijke Hollander (1806) | 55,2 m        | Batavia (1628)                           | 56,6 m     |
| Nouvelle-Zélande  |                                                               |               | Edwin Fox (1853)                         | 48 m       |
| Norvège           | Kong Sverre (1860)                                            | 64,9 m        | Kommandør Svend Foyn (1874)              | 102 m      |
| Portugal          | ' (1845)                                                      | 87 m          | Ferreira (1869)                          | 85,34 m    |
| Prusse            | SMS Barbarossa (1840)                                         | 63 m          |                                          |            |
| Empire romain     | 2e navire de Nemi (Ier siècle apr. J.-C.)                     | 73 m          | Caligula's Giant Ship (v. 37 apr. J.-C.) | env. 104 m |
| Russie            | ' (Derzhava) (1871)                                           | 94,8 m        | type Belyana, XIXe siècle)               | 100 m      |
| Écosse            | ' (Michael) (1512)                                            | 73,2 m        |                                          |            |
| Espagne           | Sagunto (1869)                                                | 89,5 m        | El Galeón (2017)                         | 55 m       |
| Suède             | Vasa (1628)                                                   | 69 m          | Götheborg III (1738)                     | 58,5 m     |
| Empire ottoman    | ' (Mahmudiye) Mahmudiye (1829)                                | 76,15 m       |                                          |            |
| Royaume-Uni       | Minotaur                                                      | 124,05 m ( 4) | Columbus (1824)                          | 108 m      |
| États-Unis        | USS Dunderberg (1865)                                         | 115 m         | Wyoming (1909)                           | 140 m      |

## Revendiqués mais mal documentés
| Longueur                                                  | Nom                                             | Terminé                   |
| --------------------------------------------------------- | ----------------------------------------------- | ------------------------- |
| 304,8 m                                                   | 晉 Wang Jun's Tower Ship                        | IIIe siècle               |
| 144–180 m (472–)                                          | Pati Unus' jong                                 | v. 1513                   |
| env. 137 m by 52 m (416×)[Information douteuse]           | 大明 bateau-trésor                              | XVe siècle                |
| 135–150 m (+)                                             | Arche de Noé                                    | v. 2348 av. J.-C.         |
| 128 m × 18 m                                              | Tessarakonteres                                 | fin IIIe siècle av. J.-C. |
| 115 m × 14 m,                                             | Thalamège                                       | v. 200 av. J.-C.          |
| 110 m                                                     | Syracusia (plus tard Alexandria)                | v. 240 av. J.-C.          |
| 110 m selon les estimations modernes                      | Leontophoros                                    | v. 280 av. J.-C.          |
| 100 m longueur 17 m largeur                               | Cakra Dunia                                     | Avant 1629                |
| 91,4 m long, 9,1 m large, 6,1 m profond, 3,4 m franc-bord | Un Gourabe rapporté par Herbert Warington Smyth | avant 1902                |
| env. 63–95 m sur 27–32 m                                  | barge d'Hatchepsout                             | v. 1500 av. J.-C.         |
| 55 m                                                      | Isis                                            | v. 150 apr. J.-C.         |
| 54,6 m long 11 m large                                    | Mendam Berahi                                   | v. 1453                   |
| 45–60 m                                                   | Ormen Lange                                     | v. 1000                   |

## Les plus longs encore à flot

### Plus de56 mètres
| Longueur | Maître-bau | Nom                      | Service   |
| -------- | ---------- | ------------------------ | --------- |
| 91,1 m   | 23,7 m     | Eureka                   | 1890–1957 |
| 87 m     | 13 m       | Dom Fernando II e Glória | 1845–1940 |
| 85,34 m  | 10,97 m    | Cutty Sark               | 1869–1954 |
| 83,7 m   | 18,5 m     | Al-Hashemi-II            | 2001–     |
| 74,4 m   | 10,15 m    | City of Adelaide         | 1864–1948 |
| 71 m     | 13,5 m     | Jylland                  | 1860–1908 |
| 69 m     | 15,7 m     | HMS Victory              | 1765–     |
| 67 m     | 11 m       | C.A. Thayer              | 1895–     |
| 65 m     | 10,6 m     | Tenacious                | 2000–     |
| 65 m     | 11,24 m    | Hermione                 | 2014–     |
| 62,2 m   | 13,3 m     | USS Constitution         | 1797–     |
| 61 m     | 13 m       | USS Constellation (1854) | 1854–1955 |
| 58,5 m   | 11 m       | Götheborg III            | 2003–     |
| 57,5 m   | 9 m        | Sigyn                    | 1887–1938 |
| 56,6 m   | 10,5 m     | Batavia réplique         | 1995–     |

### 56-40 mètres
| Longueur | Maître-bau | Nom                       | Service           |
| -------- | ---------- | ------------------------- | ----------------- |
| 55,35 m  | 11,25 m    | San Juan Bautista         | 1993–             |
| 55 m     | 10,09 m    | El Galeón                 | 2017-             |
| 54,71 m  | 9,8 m      | HMS Surprise (réplique)   | 1970–             |
| 54 m     | 7,9 m      | Gazela                    | 1901–1971         |
| 53,7 m   | 8,5 m      | Dunbrody                  | 2001–             |
| 51,8 m   | 11 m       | HMS Gannet                | 1878–             |
| 48 m     | 8,4 m      | Clipper City              | v. 1984–          |
| 48 m     | 8,5 m      | Kaskelot                  | 1948–             |
| 48 m     | 9,04 m     | Edwin Fox                 | 1853–1950         |
| 47 m     | 8 m        | Jeanie Johnston           | 1998–             |
| 47 m     | 11,5 m     | Amsterdam                 | 1990–             |
| 46,25 m  | 12,27 m    | HMS Unicorn               | 1824–1964         |
| 46 m     | 10 m       | Étoile du Roy             | 1996–             |
| 46 m     | 8 m        | Bluenose II               | 1963–             |
| 45,8 m   | 12,2 m     | HMS Trincomalee           | 1817–1986         |
| 45,2 m   | 8 m        | Alma Doepel               | 1903–1999         |
| 44,2 m   | 7,3 m      | Earl of Pembroke          | 1945–             |
| 43,6 m   | 6 m        | barque solaire de Khéops  | v. 2500 av. J.-C. |
| 43,6 m   | 9,28 m     | HM Bark Endeavour Replica | 1993–             |
| 43 m     | 7,6 m      | Kalmar Nyckel             | 1997–             |
| 42,7 m   | 7,8 m      | Søren Larsen              | 1949–             |
| 42 m     | 7 m        | Bounty                    | 1978–             |

### 40-30 mètres
| Longueur | Maître-bau | Nom                         | Service   |
| -------- | ---------- | --------------------------- | --------- |
| 40 m     | inconnu    | Coronet                     | 1885–     |
| 39,6 m   | 6,7 m      | Southern Swan               | 1922–     |
| 38,9 m   | 3,16 m     | Fram                        | 1892–1912 |
| 37 m     | 6,99 m     | Golden Hinde                | 1973–     |
| 37 m     | 7,5 m      | Arthur Foss                 | 1889–1968 |
| 36,9 m   | 5,5 m      | Olympias                    | 1987–     |
| 36 m     | inconnu    | Lisa von Lübeck             | 2004–     |
| 35 m     | 8 m        | Dragon Harald Fairhair      | 2012–     |
| 35 m     | inconnu    | Susan Constant              | 1957–     |
| 34,5 m   | 7 m        | Shtandart                   | 1999–     |
| 34 m     | 8,38 m     | Charles W. Morgan           | 1841–1926 |
| 33 m     | 6 m        | Windeward Bound             | 1992–     |
| 32,46 m  | 27 m       | Mayflower II                | 1955–     |
| 32 m     | 7,6 m      | Clearwater                  | 1968–     |
| 32 m     | 6,7 m      | Lady Maryland               | 1985–     |
| 31,28 m  | 7 m        | Atyla                       | 1984–     |
| 30 m     | 7,4 m      | Naniwa Maru                 | 1999–     |
| 30 m     | inconnu    | Havhingsten fra Glendalough | 2004–     |

## Voir également
- List of large ancient ships (en)
- Liste des plus grands navires
- Liste des plus grands voiliers
- List of oldest surviving ships (en)